# Storia di un corpo
Storia di un corpo (Journal d'un corps) è un romanzo di Daniel Pennac, pubblicato in Francia nel 2012.
Il romanzo è un diario che il protagonista lascia a sua figlia Lison dopo la sua morte. Il diario racconta la vita del protagonista dall'età di 12 anni fino alla sua morte in maniera particolare: si concentra esclusivamente sulla storia del suo corpo.

## Trama
All'età di 12 anni, il protagonista viene legato ad un albero da altri ragazzi ad un campo scout: in quell'occasione, dopo essersi defecato addosso, decide di superare le proprie paure imparando a conoscere il proprio corpo. Inizia quindi a scrivere un diario, in cui racconta del rapporto col padre malato e con la madre isterica, del modo in cui decide di metter su massa muscolare ispirandosi alle tavole anatomiche del Larousse ma anche delle sue prime esperienze sessuali e sentimentali, il tutto descritto attraverso le sensazioni che il suo corpo prova. Con l'avanzare dell'età, il corpo del protagonista è in decadimento: prima l'acufene, a cui riesce ad abituarsi, poi i problemi di digestione e alla prostata, infine gli ultimi giorni di agonia: nessuna sensazione corporea viene esclusa da questo diario estremamente originale e divertente.